# Sawako Yasumoto
Sawako Yasumoto (jap. 安本 紗和子, Yasumoto Sawako; * 6. Juli 1990 in Shizuoka) ist eine japanische Fußballspielerin.

## Karriere

### Verein
Sie begann ihre Karriere bei TEPCO Mareeze. 2011 folgte dann der Wechsel zu JEF United Chiba Ladies. 2012 folgte dann der Wechsel zu Mynavi Vegalta Sendai Ladies.

### Nationalmannschaft
Yasumoto absolvierte ihr erstes Länderspiel für die japanischen Nationalmannschaft am 8. Mai 2010 gegen Mexiko. Insgesamt bestritt sie zwei Länderspiele für Japan.
Mit der japanischen Nationalmannschaft qualifizierte sie sich für die U-20-Weltmeisterschaft der Frauen 2010.